# Nijō
L'emperador Nijō (二条 天皇, Nijō-Tennō, 31 de juliol del 1143 - 5 de setembre del 1165) va ser el 78è emperador del Japó, segons l'ordre tradicional de successió. Va regnar entre els anys 1158 i 1165. Abans de ser ascendit al Tron de Crisantem, el seu nom personal (imina) era Príncep Imperial Morihito (守仁 亲王, Morihito-shinnō).

## Biografia
El Príncep Imperial Morihito va ser proclamat hereu de l'emperador Go-Shirakawa. El 1158, a l'edat de quinze anys, assumeix el tron després de l'abdicació del seu pare, i és nomenat com l'emperador Nijō. No obstant això, durant el seu regnat, l'administració estava a càrrec de l'emperador Go-Shirakawa, qui fungia com a emperador enclaustrat.
En 1165, l'emperador pateix una malaltia i decideix abdicar a favor del seu fill, l'emperador Rokujō. Mor poc després a l'edat de 22 anys.